# 1997 год в кино

## Фильмы

### Мировое кино
- «Адвокат дьявола» /The Devil’s Advocate, США (реж. Тэйлор Хэкфорд)
- «Амистад»/Amistad, США (реж. Стивен Спилберг)
- «Анаконда»/Anaconda, США — Бразилия — Перу (реж. Луис Льоса)
- «Анастасия», мультфильм США (реж. Дон Блут, Гэри Голдман)
- «Без лица» /Face/Off, США (реж. Джон Ву)
- «Безумный город»/Mad City, США (реж. Коста-Гаврас)
- «Бэтмен и Робин»/Batman & Robin, США-Великобритания (реж. Джоэл Шумахер)
- «Вкус вишни»/Ta’m e guilass, Иран — Франция (реж. Аббас Киаростами)
- «Воздушная тюрьма» /Con Air, США (реж. Саймон Уэст)
- «Вулкан»/Volcano, США (реж. Мик Джексон)
- «Вход и выход»/In & Out, США (реж. Фрэнк Оз)
- «Гангстер»/Hoodlum, США (реж. Билл Дьюк)
- «Гаттака» /Gattaca, США (реж. Эндрю Никкол)
- «Деньги решают всё»/Money Talks, США (реж. Бретт Ратнер)
- «Дети небес»/Bacheha-Ye aseman, Иран (реж. Маджид Маджиди)
- «Джеки Браун» /Jackie Brown, США (реж. Квентин Тарантино)
- «Добро пожаловать в Сараево»/Welcome to Sarajevo, США
- «Донни Браско»/Donnie Brasco, США (реж. Майк Ньюэлл)
- «Достучаться до небес» /Knockin' On Heaven’s Door, Германия (реж. Томас Ян
- «Её величество Миссис Браун»/Mrs Brown, Великобритания — Ирландия — США (реж. Джон Мэдден)
- «Живая плоть»/Carne trémula, Испания — Франция (реж. Педро Альмодовар)
- «Жизнь прекрасна»/La vita è bella, Италия (реж. Роберто Бениньи)
- «Завтра не умрёт никогда»/Tomorrow Never Dies, Великобритания — США (реж. Роджер Споттисвуд)
- «Звёздный десант» / Starship Troopers, США (реж. Пол Верховен)
- «Зона преступности»/City of Industry, США (реж. Джон Ирвин)
- «Зимний гость»/The Winter Guest, Великобритания — США (реж. Алан Рикман)
- «Игра» /The Game, США (реж. Дэвид Финчер)
- «Колония»/Doulbe Team, США (реж. Цуй Харк)
- «Контакт»/Contact, США (реж. Роберт Земекис)
- «Королева дэнсхолла» /Dancehall Queen, Ямайка (реж. Рик Элгуд, Дон Леттс)
- «Красный угол»/Red Corner (реж. Джон Эвент)
- «Крик 2»/Scream 2, США (реж. Уэс Крэйвен)
- «Куб» /Cube, Канада (реж. Винченцо Натали)
- «Кулл-завоеватель» /Kull The Conqueror, США (реж. Джон Николелла)
- «Лжец, лжец»/Liar Liar, США (реж. Том Шэдьяк)
- «Лолита»/Lolita, США — Франция (реж. Эдриан Лайн)
- «Луговые собачки»/Lawn Dogs, Великобритания (реж. Джон Дайган)
- «Лучше не бывает»/As Good as It Gets, США (реж. Джеймс Л. Брукс)
- «Любовь в Париже»/Love in Paris, США (реж. Энн Гурсо)
- «Любовь без слов» /Koyla, Индия (реж. Ракеш Рошан)
- «Люди в чёрном»/Men in Black, США (реж. Барри Зонненфельд)
- «Мужской стриптиз»/The Full Monty, Великобритания-США (реж. Питер Каттанео)
- «Мутанты»/Mimic, США (реж. Гильермо дель Торо)
- «Мышиная охота»/Mousehunt, США (реж. Гор Вербински)
- «На грани»/The Edge, США (реж. Ли Тамахори)
- «Нечего терять»/Nothing to Lose, США (реж. Стив Одекерк)
- «Ночи в стиле буги»/Boogie Nights, США (реж. Пол Томас Андерсон)
- «Остин Пауэрс: Международный человек-загадка» /Austin Powers: International Man of Mystery, США (реж. Джей Роуч)
- «Парк юрского периода: Затерянный мир»/The Lost World: Jurassic Park, США (реж. Стивен Спилберг)
- «Перемирие»/La tregua, Италия — Франция — Германия — Швейцария (реж. Франческо Рози)
- «Пи»/Pi, США (реж. Даррен Аронофски)
- «Пик Данте»/Dante’s Peak, США (реж. Роджер Дональдсон)
- «Плутовство»/Wag the Dog, США (реж. Барри Левинсон)
- «Полночь в саду добра и зла»/Midnight in the Garden of Good and Evil, США (реж. Клинт Иствуд)
- «Полицейские»/Cop Land, США (реж. Джеймс Мэнголд)
- «Поворот»/U Turn, США (реж. Оливер Стоун)
- «Почтальон»/The Postman, США (реж. Кевин Костнер)
- «Принцесса Мононоке»/Mononoke-hime, Япония (реж. Хаяо Миядзаки)
- «Пятый элемент» /Le Cinquième élément, Франция — США (реж. Люк Бессон)
- «Ребекка» /Rebecca, США (реж. Джим О'Брайан)
- «Самолёт президента»/Air Force One, США (реж. Вольфганг Петерсен)
- «Свадьба лучшего друга»/My Best Friend’s Wedding, США (реж. П.Дж. Хоган)
- «Секреты Лос-Анджелеса»/L.A. Confidential, США (реж. Кёртис Хэнсон)
- «Семь лет в Тибете»/Seven Years in Tibet, США — Великобритания (реж. Жан-Жак Анно)
- «Сквозь горизонт»/Event Horizon, США (реж. Пол Андерсон)
- «Собственность дьявола»/Devil’s Own, США (реж. Алан Пакула)
- «Солдат Джейн»/G. L Jane, США (реж. Ридли Скотт)
- «Смертельная битва 2: Истребление»/Mortal Kombat: Annihilation, США (реж. Джон Р. Леонетти)
- «Сумасшедшее сердце» /Dil to pagal hai, Индия (реж. Яш Чопра)
- «Теория заговора» /Conspiracy Theory, США (реж. Ричард Доннер)
- «Титаник» /Titanic, США (реж. Джеймс Кэмерон)
- «Тромео и Джульетта» /Tromeo and Juliet, США (реж. Ллойд Кауфман)
- «Убийца(ы)»/Assassin(s), Франция-Германия (реж. Матьё Кассовиц)
- «Умница Уилл Хантинг» /Good Will Hunting, США (реж. Гас Ван Сент)
- «Угорь»/うなぎ, Япония (реж. Сёхэй Имамура)
- «Фейерверк»/Hana-bi, Япония (реж. Такэси Китано)
- «Части тела»/Private Parts, США (реж. Бетти Томас)
- «Чужой 4: Воскрешение»/Alien: Resurrection, США (реж. Жан-Пьер Жёне)
- «Шакал» /Jackal, США (реж. Майкл Кейтон-Джонс
- «Шоссе в никуда» /Lost Highway, США-Франция (реж. Дэвид Линч)
- «Я знаю, что вы сделали прошлым летом»/I Know What You Did Last Summer, США (реж. Джим Гиллеспи)

### Отечественные фильмы и фильмы постсоветских республик

#### Азербайджан
- Всё к лучшему (реж. Вагиф Мустафаев)

#### Россия
- «Американка», (реж. Дмитрий Месхиев-младший)
- «Бедная Саша», (реж. Тигран Кеосаян)
- «Брат», (реж. Алексей Балабанов)
- «В той стране» (реж. Лидия Боброва)
- «Война окончена. Забудьте...» (реж. Валерий Харченко и Галина Шергова, последняя роль в кино Зиновия Гердта)
- «Вор», (реж. Павел Чухрай)
- «Время танцора», (реж. Вадим Абдрашитов)
- «Кризис среднего возраста», (реж. Гарик Сукачёв)
- «Маленькая принцесса» (реж. Владимир Грамматиков)
- «Мама, не горюй», (реж. Максим Пежемский)
- «Мать и сын», (реж. Александр Сокуров)
- «Мытарь» (реж. Олег Фомин)
- «Особенности национальной рыбалки» (реж. Александр Рогожкин)
- «Полицейские и воры» (реж. Николай Досталь)
- «Сирота казанская», (реж. Владимир Машков)
- «Тайная эстетика марсианских шпионов», (реж. Олег Мавроматти, Светлана Баскова)

#### Фильмы совместных производителей

##### Двух и более стран
- «Из ада в ад», (реж. Дмитрий Астрахан);
- «Принцесса на бобах» (реж. Виллен Новак);
- «Три истории», (реж. Кира Муратова)

## Телесериалы

### Австралийские сериалы
- Чародей. Страна великого дракона

### Латиноамериканские сериалы

#### Мексика
- Ад в маленьком городке
- Без тебя
- Волчица
- Здоровье, деньги и любовь
- Золотая клетка[исп.]
- Ничьи дети
- Однажды у нас вырастут крылья
- Разлучённые
- Свет женских глаз
- У Души нет цвета
- Ураган
- Шалунья

## Награды

### Премия «Оскар» 1997
- Лучший фильм: «Английский пациент»
- Лучший режиссёр: Энтони Мингелла — «Английский пациент»
- Лучший актёр: Джеффри Раш — «Блеск»
- Лучшая актриса: Фрэнсис МакДорманд — «Фарго»
- Лучший актёр второго плана: Кьюба Гудинг мл. — «Джерри Магуайер»
- Лучшая актриса второго плана: Жюльет Бинош — «Английский пациент»
- Лучший иностранный фильм: «Коля»
- Лучший оригинальный сценарий: Итан Коэн, Джоэл Коэн — «Фарго»
- Лучший адаптированный сценарий: Билли Боб Торнтон — «Отточенное лезвие»

### 50-й Каннский кинофестиваль
- Золотая пальмовая ветвь:  «Вкус вишни», «Угорь»
- Гран-При фестиваля: «Славное будущее»
- Приз жюри: «Вестерн по-французски»
- Лучшая режиссёрская работа: Вонг Кар-Вай — «Счастливы вместе»
- Приз за лучшую мужскую роль: Шон Пенн — «Она прекрасна»
- Приз за лучшую женскую роль: Кэти Бёрк — «Не глотать»
- Приз за лучший сценарий: Джеймс Шеймус, Рик Муди — «Ледяной ветер»

### 54-й Венецианский кинофестиваль
- Золотой лев: «Фейерверк»
- Приз за лучшую мужскую роль: Уэсли Снайпс — «Свидание на одну ночь»
- Приз за лучшую женскую роль: Робин Танни — «Ниагара, Ниагара»
- Особый приз жюри: «Яйца вкрутую»

### 47-й Берлинский кинофестиваль
- Золотой медведь: «Народ против Ларри Флинта»
- Серебряный медведь за лучшую режиссёрскую работу: Эрик Хойманн — «Порт Джема»
- Серебряный медведь за лучшую мужскую роль: Леонардо ДиКаприо — «Ромео + Джульетта»
- Серебряный медведь за лучшую женскую роль: Жюльет Бинош — «Английский пациент»

### Кинофестиваль Сандэнс
- Гран-при (драма): «Три сезона»
- Лучший режиссёр (игровое кино): Эрик Мендельсон — «Джуди Берлин»

### Премия «Золотой глобус» 1997
- Лучший фильм (драма): «Английский пациент»
- Лучший фильм (кинокомедия/мюзикл): «Эвита»
- Лучший режиссёр: Милош Форман — «Народ против Ларри Флинта»
- Лучший актёр (драма): Джеффри Раш — «Блеск»
- Лучший актёр (кинокомедия/мюзикл): Том Круз — «Джерри Магуайер»
- Лучший актёр второго плана: Эдвард Нортон — «Первобытный страх»
- Лучшая актриса (драма): Бренда Блетин — «Тайны и ложь»
- Лучшая актриса (кинокомедия/мюзикл): Мадонна — «Эвита»
- Лучшая актриса второго плана: Лорен Бэколл — «У зеркала два лица»
- Лучший иностранный фильм: «Коля»

### Кинопремия «BAFTA» 1997
- Лучший фильм: «Английский пациент»
- Лучший фильм на иностранном языке:  «Насмешка»
- Приз имени Дэвида Лина за достижения в режиссуре: Джоэл Коэн — «Фарго»
- Лучший актёр: Джеффри Раш — «Блеск»
- Лучшая актриса: Бренда Блетин — «Тайны и ложь»
- Лучший актёр второго плана: Пол Скофилд — «Суровое испытание»
- Лучшая актриса второго плана: Жюльет Бинош — «Английский пациент»

### Critics' Choice Movie Awards 1997
- Лучший фильм: «Фарго»
- Лучший режиссёр: Энтони Мингелла — «Английский пациент»
- Лучшая актёр: Джеффри Раш — «Блеск»
- Лучшая актриса: Фрэнсис МакДорманд — «Фарго»
- Лучший актёр второго плана: Кьюба Гудинг мл. — «Джерри Магуайер»
- Лучшая актриса второго плана: Джоан Аллен — «Суровое испытание»
- Лучший фильм на иностранном языке:  «Насмешка»

### Премия Гильдии киноактёров США 1997
- Лучшая мужская роль: Джеффри Раш — «Блеск»
- Лучшая женская роль: Фрэнсис МакДорманд — «Фарго»
- Лучшая мужская роль второго плана: Кьюба Гудинг мл. — «Джерри Магуайер»
- Лучшая женская роль второго плана: Лорен Бэколл — «У зеркала два лица»
- Лучший актёрский состав: «Клетка для пташек»

### Премия гильдия режиссёров Америки
- Лучший фильм: Энтони Мингелла — «Английский пациент»

### MTV Movie Awards 1997
- Лучший фильм года: «Крик»
- Лучший актёр: Том Круз — «Джерри Магуайер»
- Лучшая актриса: Клэр Дэйнс — «Ромео + Джульетта»
- Прорыв года: Мэттью МакКонахи — «Время убивать»

### Премия «Сатурн» 1997
- Лучший научно-фантастический фильм: «День независимости»
- Лучший фильм-фэнтези: «Сердце дракона»
- Лучший фильм ужасов: «Крик»
- Лучший приключенческий фильм/боевик/триллер: «Фарго»
- Лучший режиссёр: Роланд Эммерих — «День независимости»
- Лучшая мужская роль: Эдди Мёрфи — «Чокнутый профессор»
- Лучшая женская роль: Нив Кэмпбелл — «Крик»
- Лучшая мужская роль второго плана: Брент Спайнер — «Звёздный путь: Первый контакт»
- Лучшая женская роль второго плана: Элис Крайдж — «Звёздный путь: Первый контакт»
- Лучший сценарий: Кевин Уильямсон — «Крик»

### Премия Европейской киноакадемии 1997
- Лучший европейский фильм: «Мужской стриптиз»
- Лучший европейский актёр: Боб Хоскинс — «24:7»
- Лучшая европейская актриса: Жюльет Бинош — «Английский пациент»

### Кинопремия «Ника» 1997
- Лучший игровой фильм: «Кавказский пленник»
- Лучший режиссёр: Сергей Бодров — «Кавказский пленник»
- Лучший сценарий: Ариф Алиев, Сергей Бодров, Борис Гиллер — «Кавказский пленник»
- Лучший актёр: Сергей Бодров мл. и Олег Меньшиков — «Кавказский пленник»
- Лучшая актриса: Елена Сафонова — «Президент и его женщина»
- Лучшая роль второго плана: Михаил Глузский — «Мужчина для молодой женщины»

### Кинофестиваль «Кинотавр» 1997
- Лучший фильм: «Брат»
- Лучшая мужская роль: Сергей Бодров мл. — «Брат»
- Лучшая женская роль: Алла Клюка — «Из ада в ад»

## Лидеры проката
Титаник (фильм, 1997) (реж. Джеймс Кемерон) — самый прибыльный фильм (собрал около 1,8 млрд долларов) до начала 2010 года.